# Top Hair International Trend & Fashion Days

Logo der Top Hair International Trend & Fashion Days in Düsseldorf

Die Top Hair International Trend & Fashion Days (seit 2018 Top Hair Düsseldorf – Die Messe) ist seit 2005 eine Friseurhandwerk-Fachmesse als Parallelveranstaltung zur Kosmetik-Fachmesse Beauty Düsseldorf.

## Parallelveranstaltung
Die Friseurhandwerk-Fachmesse Top Hair International Trend & Fashion Days ist eine jährliche Parallelveranstaltung in Düsseldorf, die am 2. und 3. Messetag der 3-tägigen Kosmetik-Fachmesse Beauty Düsseldorf stattfindet.
Die Veranstalter der Top Hair International Trend & Fashion Days sind die Messe Düsseldorf, die Top Hair GmbH und der 2002 gegründete Zeitschriftenverlag Top Hair International GmbH, der die Friseur-Fachzeitschrift Top Hair herausgibt und zur Intermedia Vermögensverwaltungs GmbH gehört, die eine Tochtergesellschaft der Medien Union ist.
2018 wurde die Top Hair International Trend & Fashion Days in „Top Hair Düsseldorf – Die Messe“ umbenannt.
Die Besucherzielgruppen sind Fachbesucher. Zur Top Hair Düsseldorf – Die Messe vom 7. bis 8. Mai 2022 kamen 19.000 Fachbesucher und rund 350 Aussteller und Marken in drei Hallen.